# Lăng Cơ Thánh
Lăng Cơ Thánh, còn gọi là lăng Sọ là một lăng tẩm hoàng gia của nhà Nguyễn, là nơi chôn cất cha ruột của hoàng đế Gia Long. Lăng được xây dựng trên nền lăng mộ cũ đã bị quân Tây Sơn quật lên. Về sau, di hài được chôn cất lại và lăng cũng được xây dựng lại. Phần mộ chỉ chôn cất phần còn sót lại được tìm thấy của hài cốt Nguyễn Phúc Luân, đó là hộp sọ.

## Lịch sử
Lăng tẩm này chôn cất Hưng Tổ Hiếu Khương Hoàng đế, tên thật là Nguyễn Phúc Luân là cha ruột của Nguyễn Phúc Ánh. Ông chưa bao giờ làm chúa.
Lăng ban đầu nằm trong quần thể lăng tẩm các chúa Nguyễn, và cũng như các lăng khác đã bị quân Tây Sơn quật lên. Khi phong trào Tây Sơn nổi lên thời gian ban đầu họ thường bại trận, năm 1790, Nguyễn Huệ cho rằng dòng họ chúa Nguyễn nhờ "mồ mả phát vương" nên lệnh cho lính Tây Sơn quật phá. Nguyễn Huệ sai Nguyễn Văn Ngũ quật mộ Nguyễn Phúc Luân rồi cho quăng hài cốt xuống sông Hương.
Một người trong dòng chúa Nguyễn là Ngọc Tuyên khi chồng mất vào năm 1774 bà đã xuống tóc đi tu, thường được gọi là sư cô Vân Dương. Khi hay tin quân Tây Sơn quật mồ mả dòng tộc bà đã sai con Nguyễn Đức Tuấn cùng một vị sư lớn tuổi thân tín với bà bí mật đến các xã quanh vùng lăng tẩm. Bà căn dặn họ báo với dân cư quanh vùng bí mật tìm cách lấy về các hài cốt đem giấu. Một người dân địa phương là Nguyễn Ngọc Huyên đã tìm và giấu được hộp sọ của Nguyễn Phúc Luân. Về sau ông đã trao lại cho Gia Long.
Năm 1801, Gia Long cho cải táng hài cốt cha ông ở nơi chôn cũ, Ngọc Huyên được ban chức Cai đội làm Suất xã dân cư ở Cư Chính để giữ gìn nơi chôn cất này. Năm 1806, Gia Long truy tôn cha ông miếu hiệu là Hưng tổ Hiếu Khang Hoàng đế. Ngoài ra, mẹ ông cũng được truy tôn Hưng tổ Hiếu Khang Hoàng hậu. Cả hai được thờ tại Hoàng khảo miếu, xây năm 1804 gần Hoàng thành.
Năm 1808, năm Gia Long thứ bảy, phần mộ được tu sửa và được đặt tên là lăng Cơ Thánh.
Khu vực núi của lăng đã từng xảy ra một vụ cháy. Vụ cháy xảy ra vào năm Minh Mạng thứ nhất khi một nhóm lính đứng đầu là Vũ Văn Châu được giao nhiệm vụ sửa sang lăng đã vô tình làm vương vãi lửa, gây cháy khu rừng thông trên núi.
Năm 1821, năm Minh Mạng thứ hai, lăng được xây dựng lại. Cùng năm Hoàng Khảo miếu được dời về phía bắc chừng 50 m và đổi tên thành Hưng miếu.

### Lễ tế
Hằng năm, triều đình nhà Nguyễn đều tổ chức các ngày giỗ tổ Hưng miếu. Châu bản triều Nguyễn ghi chép: "Ngày mồng 1 tháng Chín năm Minh Mệnh thứ 6 (1825) nhà Vua ban chỉ cho Nguyễn Hữu Thận cấp thưởng cho 14 tên lính Cẩm y, Nội hầu, Thượng trà, Tiểu sai, mỗi tên 5 mạch tiền; 120 thợ săn, dân phu ở Phù Bài, Thuỷ Ba, mỗi tên 5 mạch tiền, nửa phương gạo; dân phu ở phủ Thừa Thiên theo hầu việc, 5 phương gạo phục vụ các ngày mồng 10, 14 tháng Chín là ngày giỗ tổ Hưng miếu".
Vào dịp cuối năm và tiết thanh minh, các vua Nguyễn đến hoặc phái hoàng thân quốc thích đến lăng Cơ Thánh tế lễ để tưởng nhớ công đức tổ tiên. Theo Bản phụng dụ của nhà vua ban cho Phan Bá Đạt vào ngày 14 tháng 3 năm Thiệu Trị thứ nhất (1841): "Tết Thanh minh năm nay trẫm đến yết lễ lăng Thiên Thụ rồi lại đến yết lễ tại các lăng Cơ Thánh, Thụy Thánh, và lăng của hoàng tỷ. Thấy các cây thông ở đó xanh tốt, đường đi thẳng thắn chỉnh tề thật là an ủi lòng kính hiếu của trẫm. Vì vậy những người thủ hộ từ thân biền cho tới binh lính, gia ân đều thưởng cho mỗi người 2 tháng tiền lương".
Năm 1997, lăng Cơ Thánh được xếp hạng di tích lịch sử cấp quốc gia theo quyết định số 874 - QĐ/BVHTT ngày 12-5-1997.

## Công trình kiến trúc
Lăng nằm tại Cư Chính, huyện Hương Thủy, hiện này thuộc địa phận làng Cư Chánh, phường Thủy Bằng, quận Thuận Hóa, thành phố Huế, Việt Nam. Lăng nằm ở bờ đông sông Hương kéo dài đến triền núi Cư Chính, ngày nay núi đổi tên là núi Hưng Nghiệp, việc đổi tên chỉ định vào năm 1821.
Lăng Cơ Thánh ban đầu có quy mô lớn với tường thành bao bọc xung quanh và nhiều công trình bên trong. Tuy nhiên do nhiều biến động lịch sử chủ yếu do chiến tranh nên đã bị hư hại đến nay chỉ còn lại khu vực chính với phần mộ. Sách Khâm định Đại Nam hội điển sự lệ chép về ngôi lăng mộ này như sau:
“Lăng Hưng Tổ Hiếu Khang Hoàng Đế gọi là lăng Cơ Thánh, ở núi Hưng Nghiệp phủ Thừa Thiên. Bửu thành cao 6 thước 3 tấc, chu vi 28 trượng, xây gạch, trước mở một cửa, còn đằng trước thì làm bái đình hai cấp, tả hữu có lan can, phía đông làm điện Canh Y, phía tây làm Thần Khố, đều ba gian”.
Châu bản triều Nguyễn đã ghi chép về các thời gian sửa chữa lăng. Sửa chữa tường thành vào năm 1867, sửa chữa cột trụ cấm năm 1868; vào năm 1915 lan can bị cháy, năm 1930 giới hạn cột cắm bên trái lăng bị cháy.
Khu vực lăng có chu vi 1.945 m, đơn vị cũ là 737 tầm, lăng xây 20 cột gạch. Khu vực chính của lăng ngày nay bao gồm 3 phần liền kề có hình gần như hình vuông với mỗi cạnh khoảng 30 m, nằm liên tục từ tây sang đông, hơi chệch về hướng tây nam.
- Phần hình vuông thứ nhất là sân cỏ.
- Phần hình vuông thứ hai là bái đình.
- Phần hình vuông thứ ba lấn sâu vào triền núi có tường bao bọc, là nơi chôn cất với vị trí mộ nằm chính giữa.[17]

Từ phần hình vuông thứ nhất bước vào phần hình vuông thứ hai phải lên bảy bậc tam cấp. Từ phần thứ hai vào phần hình vuông thứ ba là một cửa lớn hình vòm, hai cánh cửa làm bằng đồng. Phía bên trong cửa là một bức bình phong đắp nổi hình rồng. Giữa phần vuông thứ ba là mộ táng 3 bậc, ở phía trên đầu mộ là một bức bình phong khác. Bên dưới mộ chỉ chôn cất mỗi cái hộp sọ.
Khu vực lăng từng được các vua Nguyễn cho bố trí 1 đội lính bảo vệ, là tiền vệ nhị, với 1 suất đội (chỉ huy), mỗi ban 5 lính.

### Sách
- Bùi Văn Vượng (chủ biên) (2012). Tổng tập dư địa chí Việt Nam, Tập 2. Nhà xuất bản Thanh niên.
- Ngô Đức Thọ (2003). Từ điển di tích văn hóa Việt Nam: tổng hợp tư liệu thư tịch Hán Nôm. Nhà xuất bản Văn học.
- Nguyễn Đắc Xuân (2000). Hỏi đáp về Triều Nguyễn và Huế xưa, Tập 1. Nhà xuất bản Trẻ.
- Nguyễn Như Ý (2004). Từ điển địa danh văn hóa và thắng cảnh Việt Nam. Nhà xuất bản Khoa học xã hội.
- Nguyễn Tạo (1960). Đại-Nam nhất-thống-chí, Kinh-sư. Nha văn-hóa, Bộ Quốc-gia giáo-dục.
- Phạm Văn Sơn (1961). Việt-sử tân-biên, Tập 4. Nhà xuất bản Trần Hữu Thoan.
- Quốc sử quán triều Nguyễn, Viện sử học (2002). Đại nam thực lục, Tập 7. Nhà xuất bản Giáo dục.
- Trần Ngọc Bảo (2005). Từ điển ngôn ngữ-văn hóa-du lịch Huế xưa. Nhà xuất bản Thuận Hóa.
- Trần Thanh Tâm (2001). Địa danh thành phố Huế. Nhà xuất bản Văn hóa dân tộc.
- Viện sử học (1992). Khẩm định Đại Nam hội điển sự lệ: Quyển 193-quyển 204. Nhà xuất bản Thuận Hóa.
- Viện sử học (1993). Khâm định Đại Nam hội điển sự lệ, Tập 7. Nhà xuất bản Thuận Hóa.
- Viện sử học (quyển 2) (1993). Đại nam liệt truyện, Tập 1. Nhà xuất bản Thuận Hóa.{{Chú thích sách}}:  Quản lý CS1: tên số: danh sách tác giả (liên kết)